# Diversitat sexual i de gènere

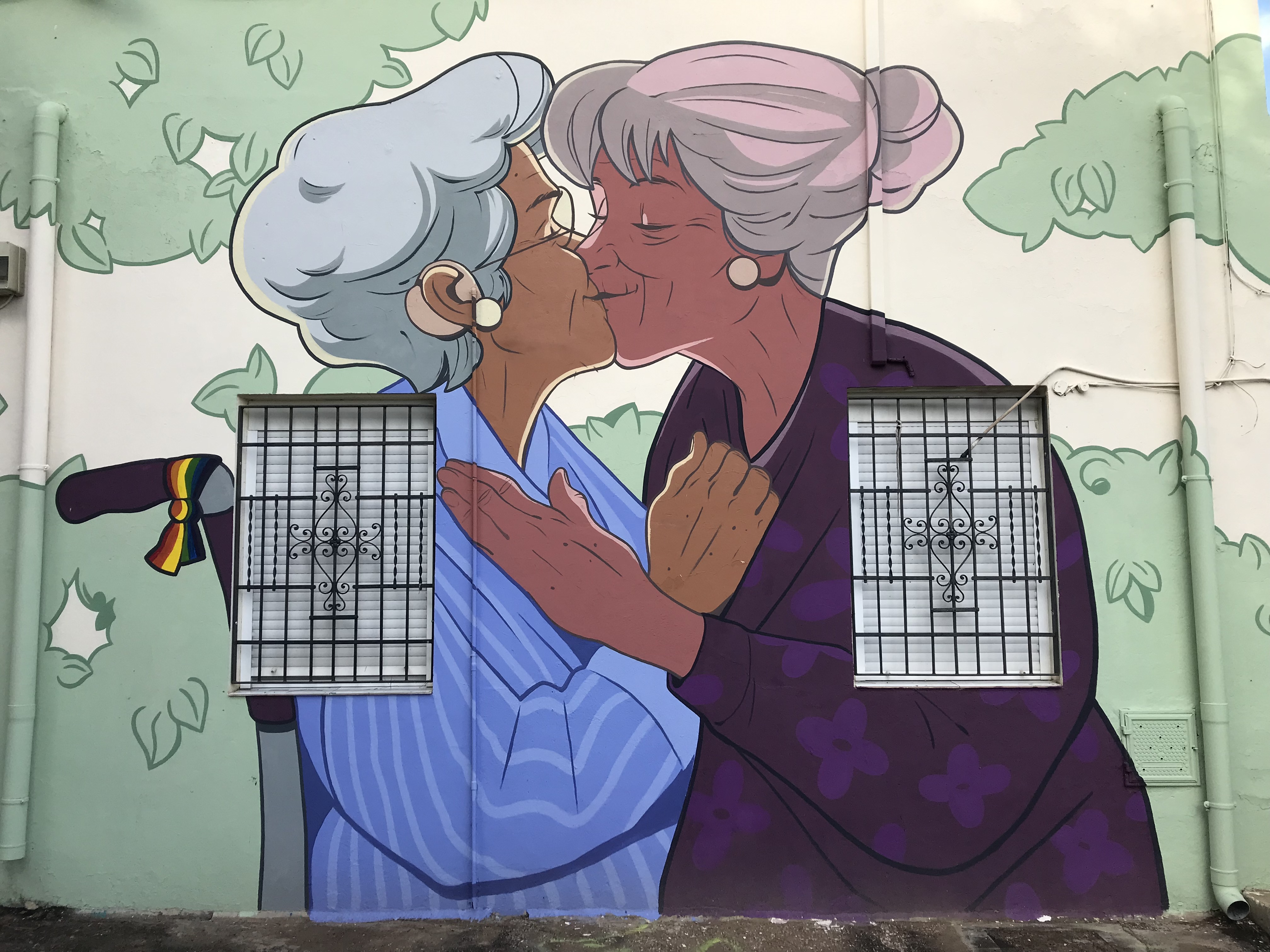
Mural lèsbic a Paiporta (València)

La diversitat sexual i de gènere (DSG) o simplement diversitat sexual és un terme que engloba a tots els diferents sexes, identitats sexuals i orientacions sexuals. Normalment aquest terme s'usa per a referir-se a la diversitat dins de l'orientació sexual, de fet habitualment s'usa una classificació simple de tres orientacions: heterosexual, homosexual i bisexual, no obstant això segons diverses teories de la sexologia, com la teoria de Kinsey i la teoria queer, aquesta classificació seria insuficient per a descriure la complexitat de la sexualitat en l'espècie humana i també en la resta d'espècies segons diverses investigacions etòlogues. És a dir, per exemple podem trobar sexualitats que se situarien entre les anteriors classificacions:
- Entre heterosexual i bisexual: preferentment heterosexual o heteroflexible.
- Entre homosexual i bisexual: preferentment homosexual o homoflexible.

En altres paraules, es creu que dins de la bisexualitat existeix una gran diversitat de tipologies i preferències que poden respondre a una motivació purament biològica (sexuació del cervell) o també pot estar influenciada per les circumstàncies (abundància d'un sexe o altre, fort libido, etc.). De fet, en aquest context podem englobar l'heterosexualitat i l'homosexualitat dins del conjunt de bisexualitatés, com dos casos situats en els extrems de la preferència (Escala de Kinsey).

Infografia sobre la diversitat sexual.

Segons la sexologia, i especialment en la nostra espècie, la diversitat sexual inclou també a totes les formes d'identitat sexual, tant si són definides com a indefinides (teoria queer). En aquest sentit, socialment es reivindica l'acceptació de qualsevol forma de ser, amb iguals drets, llibertats i oportunitats, dins del marc dels drets humans.
La comunitat LGTB sol aprofitar les jornades de l'Orgull gai per a reivindicar la visibilitat de la diversitat sexual.